# Habranthus niveus
Habranthus niveus är en amaryllisväxtart som beskrevs av Pierfelice Ravenna. Habranthus niveus ingår i släktet Habranthus och familjen amaryllisväxter. Inga underarter finns listade i Catalogue of Life.